# Сканнерборг (коммуна)
Сканнерборг (дат. Skanderborg Kommune) — датская коммуна в составе области Центральная Ютландия. Площадь — 462,45 км², что составляет 1,07 % от площади Дании без Гренландии и Фарерских островов. Численность населения на 1 января 2008 года — 56 044 чел. (мужчины — 27 983, женщины — 28 061; иностранные граждане — 1650).

## История
Коммуна была образована в 2007 году из следующих коммун:
- Гальтен (Galten);
- Хёрнинг (Hørning);
- Рю (Ry);
- Сканнерборг (Skanderborg);
- Бредструп (Brædstrup).

## Железнодорожные станции
- Алькен (Alken);
- Хёрнинг (Hørning);
- Рю (Ry);
- Сканнерборг (Skanderborg).

## Раскопки в Алкен-Энге
В нижней части короткой речной долины Иллеруп-Одал недалеко от озера Моссе расположены водно-болотные угодья Алкен-Энге (Alken Meadows), где в ходе масштабных археологических раскопок найдены скелетные останки сотен воинов железного века в том месте, которое, вероятно, было ложем озера, когда останки были помещены туда около 2000 лет назад. Многие из погибших, как полагают, были воинами (возможно, военнопленными), принесёнными в жертву.

## Изображения

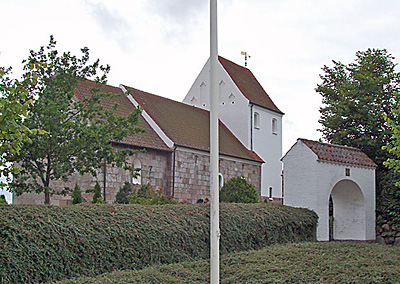